# Päpstliche Basilika

Wappen des Heiligen Stuhls: die Schlüssel Petri und die dreikronige Tiara

Päpstliche Basilika, auch Papstbasilika, lateinisch Basilica pontificia oder italienisch Basilica papale, heißen einige bedeutende der römisch-katholischen Basiliken, die unter direkter Jurisdiktion des Heiligen Stuhls stehen und dem Papst anvertraut sind. Seit 2006 gibt es 12 Papstbasiliken: alle Basilicae maiores und einige Basilicae minores.
Daneben nennt man, weil der Titel Basilika ausschließlich vom Papst verliehen wird, im Deutschen im Prinzip auch alle Basilicae päpstliche Basilika.

## Geschichte
Die päpstliche Basilika ist ein vergleichsweise junger Kirchentitel, während der Titel Basilika selbst bis in das Frühchristentum des 5. Jahrhunderts zurückdatiert. Pontifikalkirchen, also direkt dem Papst (als Pontifex maximus) unterstellte Kirchen, gibt es ebenso lange.
Im Laufe des 20. Jahrhunderts wurden vier Kirchen in Italien explizit der Jurisdiktion des Heiligen Stuhls unterstellt und Basilica pontificia tituliert: das Santuario della Beata Vergine del Rosario di Pompei, Wallfahrtszentrum der Rosenkranzverehrung und der Marianischen Mission; die Internationalen Heiligtümer Sant’Antonio in Padova (Basilica del Santo), Zentrum der Antonianischen Welt; und die Santa Casa di Loreto mit der Marien- und Heilige-Familie-Verehrung von Loreto; außerdem 1968 die Kirche San Nicola a Bari der Dominikaner, die 1951 zur Basilika minor erhoben worden war. Drei von ihnen sind Basilicae ab immemorabili (Basiliken „von Alters her, seit unerinnerlicher Zeit“), haben den Titel also schon vor den Kanonisierung 1783 geführt, Madonna del Rosario wurde 1901 zur Basilica minor erhoben.
Außerdem wurde 1959 San Miguel in Madrid zur pontifikalen Basilika erhoben (Basilica minor seit 1930), als das Opus Dei die Apostolische Nuntiatur in Madrid übernahm.
Unter den Basilicae minores gilt der Titel Basilica pontificia als der ranghöchste.
2006 wurden alle sieben Patriarchalbasiliken Roms und Assisis umtituliert, als Papst Benedikt XVI. als Symbol der Ökumene und Einheit der Kirche den Titel Patriarch des Westens niederlegte:
- Die fünf alten römischen Patriarchalbasiliken (spätestens seit 451, die nachmaligen Lateinischen Patriarchen des Ostens, denen diese Kirchen zugeordnet waren, waren schon 1964, nach den 2. Vatikanum, abgeschafft worden). Das sind die Basilicae maiores San Giovanni in Laterano (Lateranbasilika), San Pietro in Vaticano (Vatikanbasilika, Petersdom), San Paolo fuori le mura und Santa Maria Maggiore sowie San Lorenzo fuori le mura, die Altehrwürdige Basilika.[7] Sie waren von alters her mit zwei speziellen Symbolen ausgezeichnet, dem Papstthron und dem Papstaltar, an dem nur der Heilige Vater (ursprünglich: der Patriarch) oder ein Vertreter mit seiner ausdrücklichen Erlaubnis die Messe halten durfte.[8]
- Die beiden Basilicae maiores in Assisi San Francesco und Santa Maria degli Angeli. Sie symbolisieren die enge Verbindung der Päpste zu den Franziskanischen Orden: Franz von Assisi wurde schon 1230[9] und offiziell 1288 von Papst Nikolaus IV., selbst ehemals General des Franziskanerordens im Armutsstreit, zur Päpstlichen Kirche erhoben und war seit 1756 Patriarchalbasilika gewesen. Santa Maria ist die Großkirche, mit der die Franzisceische Urkirche, die Portiunkula, unter Papst Pius V. umbaut wurde, die seit 1909 Päpstliche Kapelle (Capella Papalis) ist.[10]

San Francesco in Assisi wurde schon seit dem 18. Jahrhundert Papstbasilika genannt; San Lorenzo fuori le Mura seit 1889, nachdem der Titel der Patriarchalbasilika mit Wiedererrichtung des (Lateinischen) Patriarchats von Jerusalem auf Ss. Sepulchris, die Grabeskirche zu Jerusalem, übertragen worden war. Seit 2006 führen auch die anderen Kirchen die Bezeichnung basilica papale im amtlichen Titel. Die vier Basilica maiores werden als Papstbasilika, oder auch als basiliche pontificie angesprochen.

## Liste der Papstbasiliken
| Kirche                                                                   | Stadt  | Staat / Region     | Bistum                                | Erhebung (+ Baudaten)                         | Titel (Besonderheiten) | Bild |
| ------------------------------------------------------------------------ | ------ | ------------------ | ------------------------------------- | --------------------------------------------- | --- | ---- |
| San Francesco                                                            | Assisi | Italien, Umbrien   | Assisi – Nocera Umbra − Gualdo Tadino | 18. Jh. (Weihe 1253)                          | Papstbasilika, Basilica maior (UNESCO-Welterbe) |      |
| San Lorenzo fuori le Mura                                                | Rom    | Italien, Latium    | Rom                                   | 1889 (Kirche gegr. 3/4. Jh.)                  | Papstbasilika, Basilica minor (Altehrwürdige Basilika) |      |
| Madonna del Rosario                                                      | Pompei | Italien, Kampanien | Pompei                                | 1901 (1876–1901)                              | Pontifikalkirche, Basilica minor, Internationales Heiligtum, Sitz der Territorialprälatur Pompei                                                              |      |
| San Miguel                                                               | Madrid | Spanien, Madrid    | Madrid                                | 1959 (1739–45)                                | Pontifikalkirche, Basilica minor, Sitz der Apostolischen Nuntiatur                                                                                            |      |
| San Nicola                                                               | Bari   | Italien, Apulien   | Bari – Bitonto                        | 1968 (1087–1197)                              | Pontifikalkirche, Basilica minor |      |
| Sant’Antonio                                                             | Padua  | Italien, Venetien  | Padua                                 | ? (1232–14. Jh.)                              | Pontifikalkirche, Basilica minor, Internationales Heiligtum                                                                                                   |      |
| Basilica della Santa Casa                                                | Loreto | Italien, Marken    | Loreto                                | ? (1294–1587)                                 | Pontifikalkirche, Basilica minor, Internationales Heiligtum (Goldene Rose)                                                                                    |      |
| Ss. Salvatore e Santi Giovanni Battista ed Evangelista (Lateranbasilika) | Rom    | Italien, Latium    | Rom                                   | 2006 (Weihe 4. Jh.)                           | Erzbasilika, Haupt- und Mutterkirche aller Kirchen der Stadt und des Weltkreises, Basilica maior, Papstbasilika, Kathedrale des Bistums Rom (UNESCO-Welterbe) |      |
| San Pietro (Vatikanbasilika, Petersdom)                                  | Rom    | Vatikan            | Rom                                   | 2006 (Weihe um 324, heutige Kirche 1506–1626) | Basilica maior, Papstbasilika (UNESCO-Welterbe, eine der größten Kirchen der Welt)                                                                            |      |
| San Paolo fuori le mura                                                  | Rom    | Italien, Latium    | Rom                                   | 2006 (Weihe um 324, bis 20. Jh.)              | Basilica maior, Papstbasilika (UNESCO-Welterbe) |      |
| Santa Maria Maggiore                                                     | Rom    | Italien, Latium    | Rom                                   | 2006 (Weihe 5. Jahrhundert)                   | Basilica maior, Papstbasilika (UNESCO-Welterbe) |      |
| Basilika di Santa Maria degli Angeli                                     | Assisi | Italien, Umbrien   | Assisi – Nocera Umbra − Gualdo Tadino | 2006 (1569–1679)                              | Papstbasilika, Basilica maior (UNESCO-Welterbe) |      |

## Weitere Kirchen
Vereinzelt werden auch alle Basilicae minores als „päpstlich“ bezeichnet. So nennen sich einige Kirchen – ohne kanonischen Bezug – selbst „päpstliche Basilika“, um eine besondere Nähe zum Papsttum auszudrücken. Unter diesen sind etwa:
- Italien (pontificia)
San Giacomo degli Spagnoli di Napoli (reale pontificia „königlich-päpstlich“),[15] Santa Croce in Torre del Greco[16]
- deutschsprachige Länder
Bonner Münster,[17] Marienbasilika Kevelaer,[18] Basilika Marienweiher, Basilika Maria Dreieichen,[19] Stiftsbasilika Herrieden,[20] Kloster- und Pfarrkirche Ottobeuren,[21] Dom zu Speyer,[22] Basilika St. Ulrich und Afra zu Augsburg[23]
- Rumänien:
Basilika Maria Radna (Diözese Temeswar),[24]